# Piotr Sonnenberg
Piotr Sonnenberg (ur. 1 lutego 1968 we Wrocławiu) – polski wokalista hardrockowy i heavymetalowy.

## Życiorys
Debiutował w roku 1983 jako wokalista zespołu Vincent Van Gogh, który po występie na pierwszym festiwalu Metalmania '86 skrócił swą nazwę i od tej pory występował jako Vincent. W latach 1989–1992 koncertował wraz z nim także poza granicami kraju, a mianowicie na Ukrainie, Białorusi i w Niemczech. Mimo tego, że na przestrzeni lat formacja zawieszała i wznawiała swą działalność oraz zmieniała składy to wokalista jest po dziś dzień członkiem wszystkich mutacji zespołu. Jednocześnie w latach 2003–2010 wchodził w skład grupy swojego ojca, pianisty i wokalisty Romana Sonnenberga Party Tour, zaś w latach 2005–2007 śpiewał w zespole Peter Gun. W marcu 1993 roku wraz z Waldemarem „Ace” Mleczką założył i prowadził przez 13 lat klub muzyczny „Rocker” we Wrocławiu.

## Dyskografia[1]

### Albumy
- Pierwszy Atak! (MC, Silverton ST 14-92, 1992)
- The First Attack! (MC, Media Promotion-001, 1992)
- Samo życie Acoustic Coming (MC, TNT Music-0001, 1994)
- Aura (CD, Rocker Publishing ROC 081, 2014)
- Infinity (CD, GM Records-00, 2016)
- Space (CD, 2021)

### Inne nagrania
- Vincent Van Gogh – Demo (1986)

### Albumy
- Pędź przed siebie (CD, Luna LUNACD 40, 1998)
- Jadę sam (CD, Party Tour Record, 2002)